# Antoni Pascual i Lleu
Antoni Pascual i Lleu (Arenys de Mar, 1643 - Vic, 1704) va ser un catedràtic i eclesiàstic català.
Mentre seguia la seva carrera eclesiàstica ocupà la plaça de catedràtic de la Universitat de Barcelona i després ensenyà a Bolonya.
A partir de 1671 ocupà diversos càrrecs dins l'Església espanyola. El 1684 fou nomenat bisbe de Vic des d'on sostingué nombrosos plets, alguns dels quals contra la Corona, per defensar la independència de l'Església enfront dels poders seculars. D'altra banda cal dir que, tot i els mals temps, publicà edictes i pastorals, alguns en llatí, però la majoria en un català molt correcte.